# Wöllstadt
Wöllstadt ist eine Gemeinde im hessischen Wetteraukreis.

## Geografie

### Nachbargemeinden
Wöllstadt grenzt im Norden an die Stadt Friedberg, im Osten an die Stadt Niddatal, im Süden an die Stadt Karben, sowie im Westen an die Stadt Rosbach v. d. Höhe.

### Gemeindegliederung
Wöllstadt besteht aus den Ortsteilen Nieder-Wöllstadt und Ober-Wöllstadt.

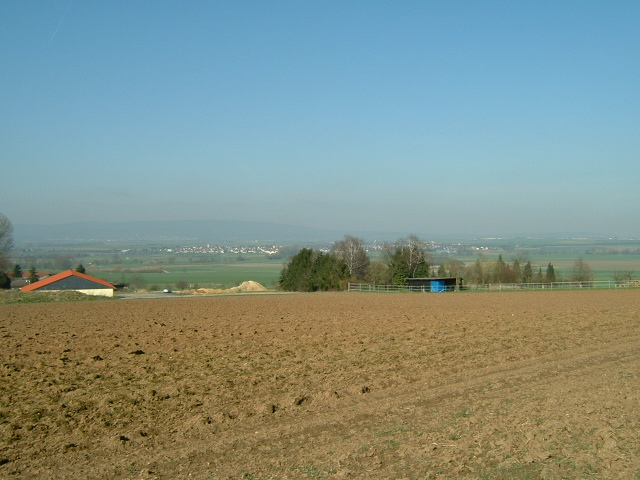
Nieder-Wöllstadt (von Burg-Gräfenrode aus fotografiert)

## Geschichte
- Erstmals urkundlich erwähnt wurde der Ort im Jahr 790 im Lorscher Codex.[2]
- In der Reformationszeit wurden Nieder- und Ober-Wöllstadt evangelisch. Ober-Wöllstadt blieb, als es etwa 1580 dem Kurfürstentum Mainz zugeschlagen wurde, zunächst noch lutherisch; erst Anfang des 17. Jahrhunderts wurde Ober-Wöllstadt wieder katholisch. Nieder-Wöllstadt blieb evangelisch.
- 1603 wurde der reformierte Pfarrer Anton Praetorius, Kämpfer gegen Hexenprozesse und Folter, in Ober-Wöllstadt nach einem Gottesdienstbesuch nach einem heftigen Disput über die Marienverkündigung des katholischen Predigers kurz nach der Rekatholisierung des Ortes durch den Mainzer Erzbischof verhaftet und mehrere Wochen inhaftiert. Erst das persönliche Eingreifen seines Heidelberger Landesherren, Kurfürst Friedrich IV., rettete ihn aus der Haft.
- Im Dreißigjährigen Krieg wurde Wöllstadt sehr in Mitleidenschaft gezogen. 1622 und 1626 plünderten hier Soldaten.
- Bis zur Mediatisierung und Säkularisation gehörte Nieder-Wöllstadt den Grafen von Solms, seit 1607 zur Rödelheimer Linie, und Ober-Wöllstadt war kurmainzisch.
- Alte, weit verbreitete Nachnamen in Ober-Wöllstadt sind Feuerbach, Gondolf, Ewald, Veith und Brauburger.

Am 1. August 1972 wurden im Zuge der Gebietsreform in Hessen die bisher selbständigen Gemeinden Nieder-Wöllstadt und Ober-Wöllstadt kraft Landesgesetz zur neuen Gemeinde Wöllstadt zusammengeschlossen.

## Bevölkerung
Einwohnerstruktur 2011
Nach den Erhebungen des Zensus 2011 lebten am Stichtag, dem 9. Mai 2011, in Wöllstadt 6113 Einwohner.
Nach dem Lebensalter waren 1037 Einwohner unter 18 Jahren, 2657 zwischen 18 und 49, 1303 zwischen 50 und 64 und 1112 Einwohner waren älter.
Unter den Einwohnern waren 440 (7,2 %) Ausländer, von denen 165 aus dem EU-Ausland, 160 aus anderen europäischen Ländern und 114 aus anderen Staaten kamen. Bis zum Jahr 2020 erhöhte sich die Ausländerquote auf 9,8 %.
Die Einwohner lebten in 2693 Haushalten. Davon waren 778 Singlehaushalte, 819 Paare ohne Kinder und 866 Paare mit Kindern, sowie 183 Alleinerziehende und 48 Wohngemeinschaften. In 475 Haushalten lebten ausschließlich Senioren und in 1910 Haushaltungen lebten keine Senioren.
Einwohnerentwicklung
| Wöllstadt: Einwohnerzahlen von 1970 bis 2020                           | Wöllstadt: Einwohnerzahlen von 1970 bis 2020 | Wöllstadt: Einwohnerzahlen von 1970 bis 2020 | Wöllstadt: Einwohnerzahlen von 1970 bis 2020 | Wöllstadt: Einwohnerzahlen von 1970 bis 2020 |
| ---------------------------------------------------------------------- | -------------------------------------------- | -------------------------------------------- | -------------------------------------------- | -------------------------------------------- |
| Jahr                                                                   |                                              |                                              |                                              | Einwohner                                    |
| 1970                                                                   | 1970                                         |                                              | 4.865                                        | 4.865                                        |
| 1976                                                                   | 1976                                         |                                              | 4.980                                        | 4.980                                        |
| 1984                                                                   | 1984                                         |                                              | 4.941                                        | 4.941                                        |
| 1990                                                                   | 1990                                         |                                              | ?                                            | ?                                            |
| 1992                                                                   | 1992                                         |                                              | 4.564                                        | 4.564                                        |
| 2010                                                                   | 2010                                         |                                              | 6.159                                        | 6.159                                        |
| 2011                                                                   | 2011                                         |                                              | 6.113                                        | 6.113                                        |
| 2015                                                                   | 2015                                         |                                              | 6.087                                        | 6.087                                        |
| 2020                                                                   | 2020                                         |                                              | 6.529                                        | 6.529                                        |
| Quelle(n): LAGIS; 1976; 1984; 1992;Statistisches Berichte; Zensus 2011 |                                              |                                              |                                              |                                              |

Historische Religionszugehörigkeit
| • 1987: | 2414 evangelische (= 47,9 %), 2199 katholische (= 43,6 %), 429 sonstige (= 8,5 %) Einwohner   |
| • 2011: | 2174 evangelische (= 35,6 %), 2040 katholische (= 33,4 %), 1899 sonstige (= 31,0 %) Einwohner |

## Politik

### Gemeindevertretung
Die Kommunalwahl am 14. März 2021 lieferte folgendes Ergebnis, in Vergleich gesetzt zu früheren Kommunalwahlen:
| Sitzverteilung in der Gemeindevertretung 2021Insgesamt 31 Sitze - SPD: 4 - FWG: 15 - CDU: 12 | Parteien und Wählergemeinschaften | Parteien und Wählergemeinschaften           | 2021  | 2021  | 2016  | 2016  | 2011  | 2011  | 2006  | 2006  | 2001  | 2001  |
| Sitzverteilung in der Gemeindevertretung 2021Insgesamt 31 Sitze - SPD: 4 - FWG: 15 - CDU: 12 | Parteien und Wählergemeinschaften | Parteien und Wählergemeinschaften           | %     | Sitze | %     | Sitze | %     | Sitze | %     | Sitze | %     | Sitze |
| Sitzverteilung in der Gemeindevertretung 2021Insgesamt 31 Sitze - SPD: 4 - FWG: 15 - CDU: 12 | FWG                               | Freie Wählergemeinschaft Wöllstadt          | 48,6  | 15    | 38,1  | 12    | 34,8  | 11    | 14,8  | 5     | 10,1  | 3     |
| Sitzverteilung in der Gemeindevertretung 2021Insgesamt 31 Sitze - SPD: 4 - FWG: 15 - CDU: 12 | CDU                               | Christlich Demokratische Union Deutschlands | 39,9  | 12    | 52,1  | 16    | 47,9  | 15    | 53,5  | 16    | 54,3  | 17    |
| Sitzverteilung in der Gemeindevertretung 2021Insgesamt 31 Sitze - SPD: 4 - FWG: 15 - CDU: 12 | SPD                               | Sozialdemokratische Partei Deutschlands     | 11,5  | 4     | 9,9   | 3     | 17,3  | 5     | 31,7  | 10    | 35,6  | 11    |
| Sitzverteilung in der Gemeindevertretung 2021Insgesamt 31 Sitze - SPD: 4 - FWG: 15 - CDU: 12 | Gesamt                            | Gesamt                                      | 100,0 | 31    | 100,0 | 31    | 100,0 | 31    | 100,0 | 31    | 100,0 | 31    |
| Sitzverteilung in der Gemeindevertretung 2021Insgesamt 31 Sitze - SPD: 4 - FWG: 15 - CDU: 12 | Wahlbeteiligung in %              | Wahlbeteiligung in %                        | 60,4  | 60,4  | 61,9  | 61,9  | 55,2  | 55,2  | 51,8  | 51,8  | 58,4  | 58,4  |

### Bürgermeister

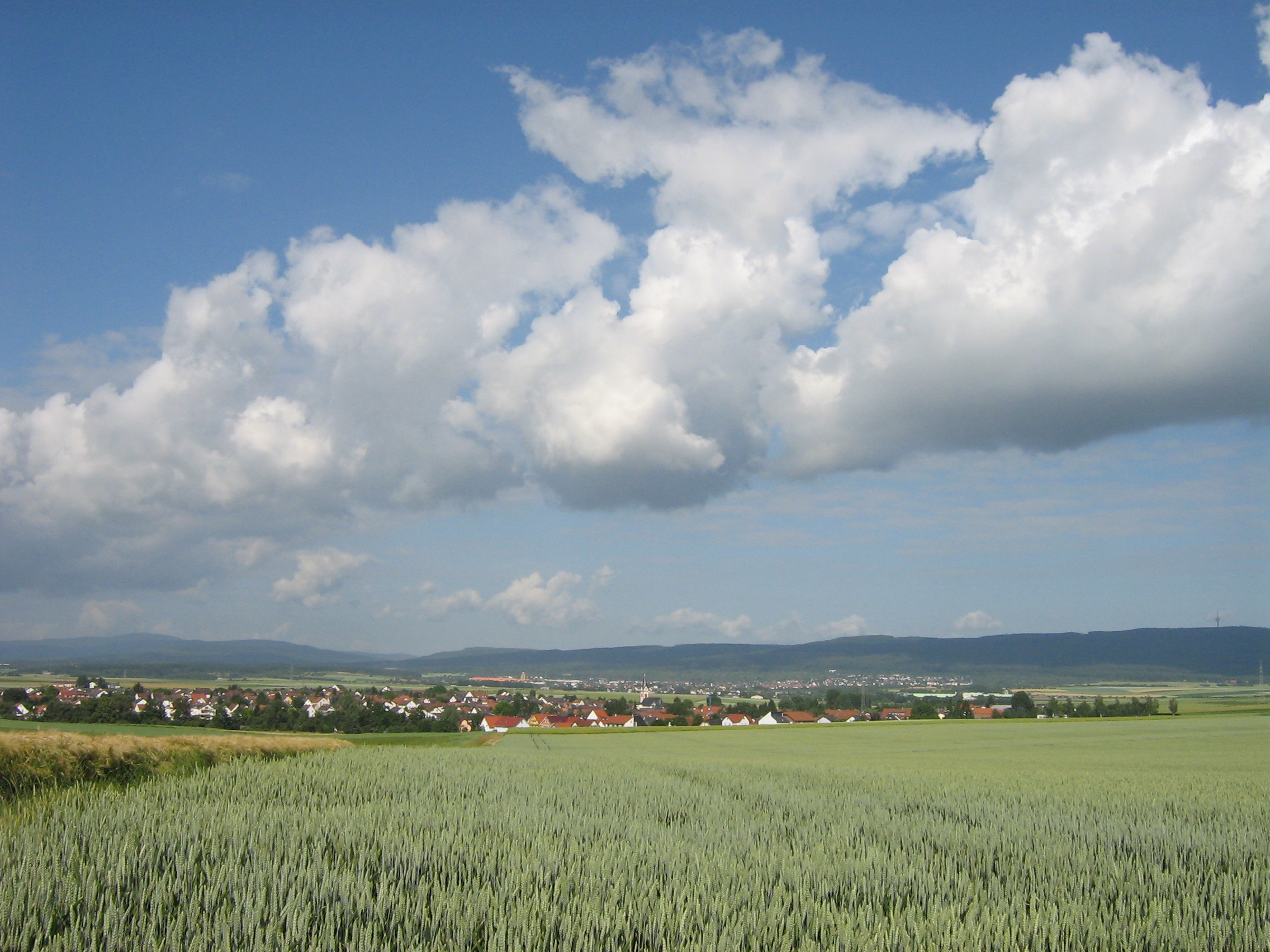
Ober-Wöllstadt von Osten aus mit Blick auf den Taunus

Nach der hessischen Kommunalverfassung wird der Bürgermeister für eine sechsjährige Amtszeit gewählt, seit dem Jahr 1993 in einer Direktwahl, und ist Vorsitzender des Gemeindevorstands, dem in der Gemeinde Wöllstadt neben dem Bürgermeister ehrenamtlich ein Erster Beigeordneter und fünf weitere Beigeordnete angehören. Bürgermeister ist seit dem 15. März 2025 Markus Schütz (FWG), der bis dahin als Erster Beigeordneter dem Gemeindevorstand angehört hatte. Er wurde als Nachfolger von Adrian Roskoni, der nach zwei Amtszeiten nicht wieder kandidiert hatte, am 27. Oktober 2024 im ersten Wahlgang bei 46,5 Prozent Wahlbeteiligung mit 70,4 Prozent der Stimmen gewählt.
Amtszeiten der Bürgermeister
- 2025–2031 Markus Schütz (FWG)[20]
- 2013–2025 Adrian Roskoni[21]
- 1995–2013 Alfons Götz[25]
- 1986–1994 Norbert Schilling
- 1981–1986 Volker Schäfer
- 1975–1981 Ernst Balzer
- 1972–1975 Paul Hallmann

| Jahr           | Wahlbeteili- gung in % | Kandidaten     | Partei     | Stimmen in % |
| -------------- | ---------------------- | -------------- | ---------- | ------------ |
| 2024           | 46,5                   | Markus Schütz  | FWG        | 70,35        |
| 2024           | 46,5                   | Sascha Baade   | Die Partei | 29,65        |
| 2018           | 69,4                   | Adrian Roskoni |            | 79,2         |
| 2012           | 68,8                   | Adrian Roskoni |            | 61,7         |
| 2012           | 68,8                   | Steffen Maar   |            | 38,3         |
| 2006           | 49,2                   | Alfons Götz    | CDU        | 91,0         |
| 2000           | 71,0                   | Alfons Götz    | CDU        | 81,6         |
| 2000           | 71,0                   | Horst Spuck    | SPD        | 18,4         |
| 1995 Stichwahl | 81,3                   | Alfons Götz    | CDU        | 56,0         |
| 1995 Stichwahl | 81,3                   | Rainer Fich    | SPD        | 44,0         |
| 1995           | 73,3                   | Alfons Götz    | CDU        | 48,1         |
| 1995           | 73,3                   | Rainer Fich    | SPD        | 48,8         |
| 1995           | 73,3                   | Helmut Repp    | FWG        | 03,1         |

## Wirtschaft und Infrastruktur

### Verkehr
Durch beide Ortsteile verläuft die B 3. Seit Jahrzehnten kämpfen die Anwohner um die Ortsumgehung, weil die Lärm- und Schmutzbelastungen in beiden Ortsteilen sehr hoch sind. Im November 2012 wurde der Bau der etwa sieben Kilometer langen Straße B 3a eingeleitet. Die Umgehung verläuft von Norden kommend östlich von Ober-Wöllstadt, überquert dann die B 3 (alt) zwischen beiden Ortsteilen und schwingt westlich an Nieder-Wöllstadt vorbei auf die B 3 Richtung Karben ein. Zusätzlich bekommt die östlich von Nieder-Wöllstadt verlaufende B 45 nach Norden einen Anschluss an die neue B3a, sodass die Gesamtlänge der Straßenneubauten rund neun Kilometer beträgt. Insgesamt sind für das Projekt 10 Brückenbauwerke erforderlich. Die Verkehrsübergabe der B 3 neu konnte vom Bauträger Hessen Mobil im August 2017 bis auf einige verbleibende Restarbeiten erfolgen.
Nieder-Wöllstadt hat einen Bahnhof an der Main-Weser-Bahn, der von Zügen der S-Bahn-Linie S6 zwischen Friedberg, Frankfurt und Langen bedient wird.
| Linie | Verlauf | Takt   |
| ----- | --- | ------ |
| S6    | Friedberg (Hess) – Bruchenbrücken – Nieder-Wöllstadt – Okarben – Groß Karben – Dortelweil – Bad Vilbel – Bad Vilbel Süd – Frankfurt-Berkersheim – Frankfurt-Frankfurter Berg – Frankfurt-Eschersheim – Frankfurt-Ginnheim – Frankfurt (Main) West – Frankfurt am Main Messe – Frankfurt (Main) Galluswarte – Frankfurt (Main) Hbf tief – Frankfurt (Main) Taunusanlage – Frankfurt (Main) Hauptwache – Frankfurt (Main) Konstablerwache – Frankfurt (Main) Ostendstraße – Frankfurt (Main) Lokalbahnhof – Frankfurt (Main) Süd – Frankfurt (Main) Stresemannallee – Frankfurt-Louisa – Neu-Isenburg – Dreieich-Buchschlag – Langen Flugsicherung – Langen (Hess) | 30 min |

Außerdem gibt es Busverbindungen nach Friedberg, Bad Nauheim und Niddatal.

### Medien
Die Stadt liegt im Einzugsgebiet der Wetterauer Zeitung und der Frankfurter Rundschau.

### Klima-Kommune
2025 schloss sich Wollstadt als 400te Gemeinde dem hessischen Bündnis der Klima-Kommunen an. Die Beitrittsurkunde wurde im Februar 2025 von Staatssekretär Michael Ruhl an Bürgermeister Adrian Roskoni überreicht.

## Persönlichkeiten
Söhne und Töchter Wöllstadts
- Eckehard Feigenspan, ehemaliger Fußballspieler, Deutscher Meister mit Eintracht Frankfurt in der Saison 1958/59, * 13. Mai 1935 in Wöllstadt.